# Прибалтійська операція (1941)
Прибалтійська операція (рос. Прибалтийская стратегическая оборонительная операция; 22 червня — 9 липня 1941) — стратегічна оборонна операція Червоної Армії під час Другої світової війни.
Операція проводилася військами Північно-Західного фронту і частиною сил Балтійського флоту. У ході бойових дій до складу радянських військ були додатково введені чотирнадцять дивізій і одна бригада.
У рамках операції війська Північно-західного фронту СРСР вступили у прикордонну оборонну битву на території Литви та Латвії з німецькою групою армій «Північ». У взаємодії з Балтійським флотом радянські війська уповільнили темпи просування ударного угруповання частин Вермахту та завдали фронтовий контрудар на шяуляйському напрямку, але були змушені з важкими боями відійти в глиб території СРСР на 400—450 км: до Естонії та на схід, до річки Велика.